# Sopdu
Sodpu (anche Soped) fu una divinità della mitologia egizia talvolta assimilata ad Horo.

| M44 | G43 | G13 |

 spd
Dio protettore delle vie carovaniere era venerato nel 20º distretto del Basso Egitto, la cui capitale era:
| O1 · Z1 | M44 | G13 | O49 |

 pr sdp Casa di Soped.

La sua controparte femminile era Sopedet dea legata alla stella Sirio, la Sothis della mitologia greca.